# クリスティーネ・マグダレーナ・フォン・プファルツ＝ツヴァイブリュッケン＝クレーブルク
クリスティーネ・マグダレーナ・フォン・プファルツ＝ツヴァイブリュッケン＝クレーブルク（ドイツ語：Christine Magdalena von Pfalz-Zweibrücken-Kleeburg, 1616年5月27日 - 1662年8月14日）は、バーデン＝ドゥルラハ辺境伯フリードリヒ6世の妃。プファルツ＝クレーブルク公ヨハン・カジミールとカタリーナ・アヴ・スヴェーリエ（グスタフ1世の孫娘で、クリスティーネを通してヴァーサ朝とホルシュタイン＝ゴットルプ朝およびベルナドッテ朝がつながる）の娘である。クリスティーネ・マグダレーナはスウェーデン王カール10世の姉であり、スウェーデンで育った。

## 生涯
クリスティーネ・マグダレーナはスウェーデンのニュヒェーピングで生まれ、一家は結婚から3年後の1618年にドイツに移った。1622年、一家は三十年戦争から逃れるためスウェーデンに戻った。クリスティーネ・マグダレーナは「美しく感じの良い女性」と評され、スウェーデン王妃マリア・エレオノーラ・フォン・ブランデンブルクの友人であったと伝えられている。クリスティーネ・マグダレーナは1631年にマリア・エレオノーラに同行しドイツに滞在していたスウェーデン王のもとに向かい、1633年にマリア・エレオノーラとともにスウェーデンに戻った。1633年、ベルンハルト・フォン・ザクセン＝ヴァイマルとの結婚交渉が失敗に終わった。
1638年に母カタリーナが亡くなった後、クリスティーネ・マグダレーナはスウェーデン議会から王妃マリア・エレオノーラの娘で、後のスウェーデン女王クリスティーナの教育に携わるよう要請された。クリスティーネ・マグダレーナは1642年に結婚するまでこの役目を果たした。
クリスティーネ・マグダレーナの結婚交渉は1637年に始まり、1641年には「若くて裕福なハントリー侯爵」も候補となった。同年、後にバーデン＝ドゥルラハ辺境伯となるフリードリヒ6世がスウェーデンを訪問し、クリスティーネ・マグダレーナの弟と友人となった後にクリスティーネ・マグダレーナの求婚者として受け入れられた。
予定されていた結婚式の日である11月26日の前に舞踏会で火災が発生したため延期され、結婚式は1642年11月30日にストックホルムで行われた。夫フリードリヒ6世はスウェーデン軍への入隊を希望したが、スウェーデン軍は外国の公子の入隊を望まなかったため、夫妻はドイツに移住した。
1654年に弟カール・グスタフがスウェーデン王位に就き、1656年にカール・グスタフはクリスティーネ・マグダレーナにクッツェンハウゼンの領地を与え、クリスティーネ・マグダレーナに収入をもたらした。クリスティーネ・マグダレーナは、1659年に夫フリードリヒ6世がバーデン＝ドゥルラハ辺境伯位を継承し、クリスティーネ・マグダレーナは辺境伯妃となった。1662年に夫フリードリヒ6世は死去した。
ドイツにおいてクリスティーネ・マグダレーナは同時代人から良い評価を受け、「素晴らしい」人物であると評された。

## 子女
アドルフ・フレドリクからカール13世までの全てのスウェーデン王はクリスティーネ・マグダレーナの子孫である。フリードリヒ6世との間に8子が生まれ、うち2人はスウェーデン王家の先祖となる。
- フリードリヒ・カジミール（1643年11月27日 - 1644年3月）
- クリスティーネ（1645年8月22日 - 105年12月21日） - 1665年2月27日にブランデンブルク＝アンスバッハ辺境伯アルブレヒトと結婚、1681年8月14日にザクセン＝ゴータ＝アルテンブルク公フリードリヒ1世と再婚。
- エレオノーレ・カタリーネ（1646年5月4日 - 1646年7月9日）
- フリードリヒ7世マグヌス（1647年9月23日 - 1709年6月25日） - バーデン＝ドゥルラハ辺境伯。1670年にアウグスタ・マリー・フォン・シュレースヴィヒ＝ホルシュタイン＝ゴットルプと結婚、間に生まれたアルベルティーネ・フリーデリケはスウェーデン王アドルフ・フレドリクの母となり、グスタフ6世アドルフの母ヴィクトリア・フォン・バーデンを通してベルナドッテ朝の先祖の一人となる。
- カール・グスタフ（1648年9月27日 - 1703年10月24日） - 1677年にアンナ・ゾフィー・フォン・ブラウンシュヴァイク＝ヴォルフェンビュッテルと結婚
- カタリーネ・バルバラ（1650年7月4日 - 1733年1月14日）
- ヨハンナ・エリーザベト（1651年11月6日 - 1680年9月28日） - 1673年1月26日にブランデンブルク＝アンスバッハ辺境伯ヨハン・フリードリヒと結婚
- フリーデリケ・エレオノーレ（1658年3月6日 - 1658年4月13日）